# Thomas Möllenkamp
Thomas Möllenkamp (Osnabrück, 7 de octubre de 1961) es un deportista alemán que compitió en remo.
Participó en dos Juegos Olímpicos de Verano, obteniendo una medalla de oro en Seúl 1988, en la prueba de ocho con timonel, y el cuarto lugar en Los Ángeles 1984, en el dos sin timonel.

## Palmarés internacional
| Juegos Olímpicos | Juegos Olímpicos     | Juegos Olímpicos | Juegos Olímpicos |
| Año              | Lugar                | Medalla          | Prueba           |
| ---------------- | -------------------- | ---------------- | ---------------- |
| 1988             | Seúl (Corea del Sur) | Medalla de oro   | Ocho con timonel |